# Rhabdomastix (Rhabdomastix) sagana
Rhabdomastix (Rhabdomastix) sagana is een tweevleugelige uit de familie steltmuggen (Limoniidae). De soort komt voor in het Australaziatisch gebied.